# Simbad: La leyenda de los siete mares
Simbad: La leyenda de los siete mares (en inglés: Sinbad: Legend of the Seven Seas; también conocida simplemente como Simbad) es una película de aventuras animada estadounidense de 2003 producida por DreamWorks Animation y distribuida por DreamWorks Pictures, utilizando la animación tradicional con un poco de animación por ordenador. Fue dirigida por Tim Johnson y Patrick Gilmore a partir de un guion de John Logan, y está protagonizada por las voces de Brad Pitt, Catherine Zeta-Jones, Michelle Pfeiffer y Joseph Fiennes. La película cuenta la historia del pirata Simbad (voz de Pitt) y de Marina (voz de Zeta-Jones), la prometida del Príncipe Proteo (voz de Fiennes), quien además es amigo de la infancia de Simbad. Su objetivo es recuperar el Libro de la Paz, que fue robado por la diosa Eris (voz de Pfeiffer), y evitar que Proteo se sacrifique por Simbad, acusado injustamente del robo. La película mezcla elementos de la colección Las mil y una noches y la mitología clásica.
La película se estrenó el 2 de julio de 2003 y recibió críticas mixtas; hubo algunos que alabaron las actuaciones de voz, mientras que otros criticaron la animación CGI y el argumento. Con una recaudación de 80,8 millones de dólares, Simbad está considerada como la mayor fracaso de taquilla de 2003. DreamWorks Animation sufrió una pérdida de 125 millones de dólares en una serie de películas que casi llevó a la bancarrota a la compañía. También es la última película de DreamWorks Animation que utiliza animación tradicional, ya que el estudio la abandonó en favor de la animación por computadora.

## Argumento
Simbad y su tripulación pirata intentan robar el mágico "Libro de la Paz" que protege el reino de Siracusa, Sicilia, y pedir rescate por él como último trabajo antes de retirarse a Fiyi. En un bote rumbo a Siracusa, Simbad se sorprende al ver que está siendo protegido por el Príncipe Proteo de Siracusa. Proteo fue el mejor amigo de Simbad cuando era niño, pero Simbad aparentemente se alejó de él sin dar ninguna razón. Proteo le dice a Simbad que si su amistad alguna vez significó algo, puede probarlo. Simbad trata de robar el libro de todos modos, pero se le impide Cetus (una especie de kraken enviado por Eris, diosa de la discordia) al atacar el barco. Los dos trabajan juntos para luchar contra la criatura y por un momento reafirman su vínculo. Justo cuando parece que la bestia es derrotada, Simbad es arrastrado fuera del barco. Proteus va a salvar a Simbad, pero es detenido por su tripulación.
Atraído bajo el agua, Simbad es salvado por la bella diosa de la discordia, Eris, quien le ofrece cualquier ayuda que desee a cambio de llevar el Libro de la Paz a su reino del Tártaro. Simbad y su tripulación van a Siracusa a robar el Libro, pero se van sin hacerlo después de ver a Proteo con su prometida, Lady Marina. Anticipándose a esto, Eris se hace pasar por Simbad y roba el Libro. Simbad es sentenciado a muerte, por lo que Proteo envía a Simbad a recuperar el Libro en su lugar, colocándose a sí mismo como rehén, y Marina va para asegurarse de que Simbad tenga éxito. Para evitar que logren su objetivo, Eris envía un grupo de sirenas que seducen a los hombres a bordo del barco de Simbad con sus hipnóticas voces cantantes, pero no afectan a Marina, que pilota el barco hasta la seguridad. Mientras están en el barco, las opiniones de Marina y Simbad chocan entre sí y no se llevan bien, especialmente cuando Marina se gana el favor de la tripulación. Eris envía más tarde un Ruc que captura a Marina. Simbad trata de rescatarla, y son capaces de huir del Ruc deslizándose por la montaña nevada en la que se encuentran.
Después de estos y otros incidentes, Simbad y Marina hablan en un breve momento de paz; Marina revela que siempre ha soñado con una vida en el mar, y Simbad confiesa que se distanció de Proteo 10 años antes porque se enamoró de Marina, a pesar de que sabía que estaba comprometida con Proteo. En ese momento llegan al Tártaro, donde Eris revela que su plan era conseguir la muerte de Proteo en lugar de la de Simbad, dejando a Siracusa sin un heredero; como resultado, la ciudad caería en el caos. Aun así, Eris accede a entregar el Libro de la Paz si Simbad contesta sinceramente a una pregunta: si regresará a Siracusa para aceptar la culpa y ser ejecutado si no consigue el Libro. Le da su palabra de que cumplirá el trato, haciéndolo irrompible incluso para un dios. Cuando responde que regresará, Eris lo llama mentiroso, retiene el libro y lo devuelve a él y a Marina al mundo mortal. Avergonzado, Simbad admite que Eris tiene razón, creyendo en el fondo que es un mentiroso egoísta y de corazón negro. Marina suplica a Simbad que se vaya, admitiendo sus sentimientos por él, pero finalmente Simbad acepta su destino y acude a Siracusa.
En Siracusa, el tiempo asignado a Simbad ha pasado. Proteo se prepara para ser decapitado, pero, en el último momento, Simbad aparece y toma su lugar. Antes de ser decapitado, sin embargo, una enfurecida Eris aparece y salva a Simbad rompiendo la espada del verdugo. Simbad, sorprendido pero complacido, se da cuenta de que esto era todavía parte de su prueba y se burla de que la ha vencido demostrando que su respuesta es verdadera después de todo. Eris está furiosa pero no puede retractarse de su palabra y le entrega el Libro a Simbad. Con el verdadero culpable revelado, Simbad es perdonado por el crimen de robar el Libro y ahora es respetado.
Con el Libro restaurado en Siracusa, Simbad y su tripulación se preparan para salir en otro viaje, dejando a Marina en Siracusa. En ese momento, Proteo ve que Marina se ha enamorado profundamente de Simbad y de la vida en el mar, por lo que la libera de su compromiso, permitiendo que se una a la tripulación de Simbad. Marina sorprende a Simbad revelando su presencia en el barco justo cuando comienza a navegar, y los dos comparten un beso. Ahora juntos, ellos y la tripulación emprenden otro largo viaje mientras el barco navega hacia el atardecer.

## Personajes
- Brad Pitt como Simbad: un pirata astuto y hábil que ha saqueado barcos y puertos por medio mundo. Simbad nació en Siracusa y fue el mejor amigo de Proteo en la infancia, pero con la llegada de Marina, se marchó para siempre de Siracusa para convertirse en pirata. Sus robos se dieron por todas partes del mundo por lo que su popularidad era bastante alta.

- Catherine Zeta-Jones como Marina: embajadora de Tracia en Siracusa y futura esposa de Proteo por conveniencia. Aunque ella es muy amiga de Proteo, realmente no está enamorada de él. Tras conocer a Simbad, al principio le caía muy mal pero con el tiempo, y ver como era Simbad realmente, acaba enamorándose de él.

- Joseph Fiennes como Proteo: príncipe y heredero de Siracusa, además de un excelente soldado. Proteo fue el mejor amigo de Simbad cuando eran niños, pero al cabo de los años, cada uno emprendió su camino. Está enamorado de Marina, su futura esposa, pero no quiere que ella se case con él por obligación. Proteo es muy noble, aunque un poco confiado.

- Michelle Pfeiffer como Eris: la diosa del caos y principal ejecutora del robo del Libro de la Paz de Siracusa. Culpó a Simbad, aún sabiendo que Proteo ocuparía su lugar y, pensando que Simbad huiría, Proteo moriría. Es muy manipuladora y malvada, y parece sentirse bastante atraída por Simbad.

- Frank Welker como Spike: el leal perro de Simbad, es muy travieso y juguetón y siempre está junto a Simbad. Además, es muy baboso y es de raza bullmastiff.

- Dennis Haysbert como Kale: el segundo al mando en el barco de Simbad y su mejor hombre. Es muy alto, además de ser muy musculoso. Es un marinero hábil y fuerte, además de ser bastante noble. Parece ser de origen africano (más concretamente egipcio) por su tono de piel.

- Timothy West como Dymas (traducido como Dimas en el doblaje español): el rey de Siracusa y padre de Proteo. Es un hombre muy estricto, aunque no es de mal carácter. Pensaba que Simbad era el culpable del robo del libro e intentó que Proteo huyera de Siracusa para evitar la muerte, pero este se negó. Cuando Simbad regresó, le pidió disculpas a Simbad por no haber confiado en él.

- Adriano Giannini como Rat (traducido como Rata en el doblaje español): el vigía del barco de Simbad y uno de sus mejores hombres. No se conoce el verdadero nombre de Rata, pero por su acento puede ser de origen italiano. Es muy ágil, lo que le permite desplazarse por el barco con facilidad y siempre está de buen humor.

- Otros miembros de la tripulación de Simbad son: Jin, Lee, Luca, Jeth, entre muchos otros más.

## Reparto
| Personaje | Actor original       | Actor de Doblaje Hispanoamérica | Actor de Doblaje España |
| --------- | -------------------- | ------------------------------- | ----------------------- |
| Sinbad    | Brad Pitt            | Juan Mauricio Isla llescas      | Miguel Ángel Muñoz      |
| Marina    | Catherine Zeta-Jones | Susana Zabaleta                 | Natalia Millán          |
| Proteus   | Joseph Fiennes       | Andrés Gutiérrez Coto           | José Posada             |
| Eris      | Michelle Pfeiffer    | Dulce Guerrero                  | María Moscardó          |
| Rata      | Adriano Giannini     | Jesse Conde                     | José Javier Serrano     |
| Kale      | Dennis Haysbert      | Víctor Hugo Aguilar Santana     | Jordi Royo              |
| Rey Dimas | Timothy West         | Rogelio Guerra                  | Joaquín Díaz Muntane    |
| Luca      | Jim Cummings         | Mario Sauret                    | Emilio Friexas          |
| Jin       | Raman Hui            | René Francisco García Miranda   | Jordi Pons              |
| Li        | Chung Chan           | Alfonso Obregón inclan          | Jordi Pons              |

## Producción

### Desarrollo
Poco después de coescribir la película Aladdín (1992), los guionistas Ted Elliott y Terry Rossio tuvieron la idea de adaptar la historia de Simbad el Marinero en la línea de la historia de Damon y Pythias antes de establecerse en un triángulo amoroso. Escribieron un tratamiento inspirado en las películas de comedias románticas screwball en las que Simbad era representado como un aprendiz de cartógrafo reservado que se une a Peri, una contrabandista de espíritu libre, en una aventura y se enamora. En julio de 1992, Disney anunció que adaptaría la historia a un potencial largometraje de animación.
Poco después de escribir Gladiador (2000), Jeffrey Katzenberg se acercó a John Logan para escribir el guion de una película de animación. Cuando le ofrecieron la historia de Simbad, Logan investigó los múltiples relatos del personaje antes de decidirse a representar las versiones griegas y romanas. Describió su primer borrador de guion como "muy complejo; las relaciones eran muy adultas, por lo que era demasiado intenso en términos del drama para el público al que esta película iba dirigida".

### Casting
Russell Crowe iba a dar voz a Simbad, pero lo abandonó por problemas de agenda. Fue reemplazado por Brad Pitt, que quería hacer una película que sus sobrinos pudieran ver: "No pueden entrar en mis películas. La gente se corta la cabeza y todo eso", afirmaba Pitt. El actor ya había intentado narrar la anterior película animada de DreamWorks, Spirit: Stallion of the Cimarron, pero "no funcionó", con Matt Damon asumiendo el papel. Las intenciones puristas de Pitt le preocupaban que su acento missouriano no fuera adecuado para su personaje de Oriente Medio. A pesar de ello, los cineastas le convencieron de que su acento aligeraría el ambiente.
Michelle Pfeiffer, que da voz a Eris, la diosa del caos, tuvo dificultades para encontrar las villanías del personaje. Inicialmente el personaje era "demasiado sexual", luego le faltaba diversión. Después de la tercera reescritura, Pfeiffer llamó a Jeffrey Katzenberg y le dijo "Sabes, realmente puedes despedirme", pero le aseguró que esto era sólo parte del proceso.

### Animación
En enero de 2001, se informó que DreamWorks Animation transferiría completamente su flujo de trabajo de animación al uso del sistema operativo Linux. Anteriormente, su software de animación y render había utilizado servidores y estaciones de trabajo de Silicon Graphics Image, pero a medida que su hardware comenzó a mostrar lentitud, DreamWorks comenzó a buscar una plataforma alternativa para un rendimiento óptimo superior con el fin de ahorrar costes de hardware. En 2002, decidieron asociarse con Hewlett-Packard para un acuerdo de tres años para el que utilizaron sus estaciones de trabajo HP de doble procesador y los servidores ProLiant que ejecutan el software de Red Hat Linux. Empezando con Spirit: el corcel indomable (2002), habían reemplazado toda su granja de render con servidores Linux basados en x86.
Con Sinbad: Legend of the Seven Seas, fue la primera producción de DreamWorks Animation en utilizar completamente software de Linux, en la que se utilizaron más de 250 estaciones de trabajo. Comenzando con los storyboards, los artistas primero esbozaron en papel para visualizar la escena que luego se editaron en un animatic. Para la animación de los personajes, los bosquejos de los personajes en bruto se pasan a través del software ToonShooter. A partir de ese punto, los animadores pueden integrar fácilmente la animación en las escenas existentes. El director del software de producción, Derek Chan, explicó: "ToonShooter es una herramienta interna que escribimos para Linux. Captura la baja resolución de 640 x 480 líneas de arte que los artistas usan para cronometrar la película". Los personajes animados fueron luego coloreados digitalmente usando la aplicación de software de Linux, InkAndPaint.
Para los efectos visuales, DreamWorks Animation había usado Autodesk Maya para crear efectos de agua. Sin embargo, se descubrió que la representación era demasiado fotorrealista, por lo que el ingeniero de software sénior de las futuras películas de I+D Galen Gornowicz intentó modificar los efectos para que se ajustaran a las representaciones de desarrollo visual de la película. Craig Ring, que actuó como supervisor digital de la película, buscó cuatro enfoques principales del agua utilizados en la película. Los enfoques fueron componer la distorsión de las ondas sobre los fondos pintados; crear una simulación de fluidos; desarrollar una técnica de corte rápido utilizada para crear una superficie y luego enviar ondas a través de la superficie; e integrar mejor los efectos visuales 3D con salpicaduras estilizadas y dibujadas a mano.

## Lanzamiento

### Marketing
Un videojuego basado en la película fue lanzado por Atari, que trabajó en estrecha colaboración con uno de los directores de la película, Patrick Gilmore, titulado Sinbad: Legend of the Seven Seas que fue lanzado el 21 de octubre de 2003. Desarrollado por Small Rockets, fue lanzado para PC, antes del lanzamiento de la película en VHS y DVD. Burger King lanzó seis juguetes promocionales en el momento del lanzamiento de la película, y cada juguete vino con una "Tarjeta de Constelación". Hasbro produjo una serie de figuras de Sinbad como parte de su marca de figuras de acción G.I. JOE. Las figuras medían 12" de alto y venían con un monstruo mítico.

### Estreno en formato casero
Simbad: La leyenda de los siete mares fue lanzado en DVD y VHS el 18 de noviembre de 2003 por DreamWorks Home Entertainment. El DVD incluía un corto animado interactivo de seis minutos de duración, Cyclops Island, que presentaba un encuentro con los homónimos cíclopes. En julio de 2014, los derechos de distribución de la película fueron comprados por DreamWorks Animation a Paramount Pictures (propietarios de la biblioteca de DreamWorks Pictures anterior a 2005) y transferidos a 20th Century Fox antes de volver a Universal Studios en 2003; Universal Pictures Home Entertainment posteriormente lanzó la película en Blu-ray Disc el 4 de junio de 2019 con el cortometraje Cyclops Island eliminado.

#### Cyclops Island
Cyclops Island (también conocido como Sinbad y la Isla del Cíclope) es un cortometraje interactivo tradicionalmente animado que actúa como secuela de Sinbad: Legend of the Seven Seas, que tiene lugar poco después de los acontecimientos de la película anterior.
En lugar de viajar a Fiyi, Sinbad y su equipo deciden pasar sus vacaciones en la isla tropical de Krakatoa. Mientras intentan encontrar una fuente de agua dulce en la isla, Marina y Spike se topan con una tribu de cíclopes a los que tienen que derrotar con la ayuda de Sinbad, Kale y Rat. Cuando Sinbad desplaza una gran roca durante la lucha, un volcán entra en erupción y la isla cae en llamas. Marina sugiere entonces buscar un destino más agradable para sus próximas vacaciones, como Pompeya.
Mientras se ve el cortometraje en DVD, el espectador puede elegir seguir a diferentes personajes para ver diferentes ángulos de la misma historia. El espectador puede seguir a Simbad, el dúo de Kale y Rat, Marina o Spike. Brad Pitt, Catherine Zeta-Jones, Dennis Haysbert, y Adriano Giannini, todos ellos repitieron sus papeles de la película original. En los estrenos en VHS, el cortometraje tiene lugar después de que la película termine antes de que los créditos se desplacen y se coloca en su totalidad.

## Recepción

### Respuesta crítica
En el sitio web del agregador de reseñas "Rotten Tomatoes", la película tiene un índice de aprobación del 45% basado en 128 reseñas con un promedio de 5,63/10. El consenso del sitio dice: "Competente, pero no mágico". Metacritic, que asigna una calificación normalizada, tiene una puntuación de 48 basada en 33 reseñas que indican "reseñas mixtas o promedio".
Kirk Honeycutt de The Hollywood Reporter elogió el escrito de la película: "Sinbad es un dibujo animado que hace lo que los cineastas matinales de antaño nunca tuvieron los recursos para hacer: dejar que su imaginación se desbocara en un mundo antiguo que nunca existió, pero que debería haber existido". Elogió la animación y los fondos como "exuberantemente interpretados por los artistas de la animación, mostrando detalles no sólo del mundo según Ray Harryhausen; sino del mundo greco-romano y de Oriente Medio". Como toda buena animación, estos sirven como telón de fondo para la comedia y la aventura que los personajes encuentran cada segundo". Roger Ebert, del Chicago Sun-Times, dio estrellas a la película 31⁄2 y concluyó que "Sinbad: Legend of the Seven Seas es otra digna entrada en el reciente renacimiento de la animación, y en el verano que ya nos ha dado Buscando a Nemo, es un recordatorio de que la animación es el más liberador de los géneros cinematográficos, liberado de la gravedad, la verosimilitud, e incluso de las cuestiones de iluminación y enfoque. No hay manera de que Siracusa pueda existir fuera de la animación, y mientras la vemos, estamos navegando sobre el borde de la imaginación humana".
Claudia Puig, en una reseña para el USA Today, resumió que "Sinbad es una saga de aventuras que probablemente atraerá más a los niños mayores. Pero no es un cuento maravilloso. Los efectos son competentes, la acción tiene momentos emocionantes y la historia es lo suficientemente interesante, pero las partes no suman una suma convincente". Todd McCarthy, de Variety, opinó que "Una pasablemente entretenida entrada animada de DreamWorks que está más cerca de The Road to El Dorado que de Shrek, Sinbad: Legend of the Seven Seas trata de un intento demasiado extenuante de contemporizar con escenarios y personajes antiguos en aras de conectar con los niños modernos". Elvis Mitchell de The New York Times analizó la película sugiriendo que la película presentaba un "montón de celebridades en los barrios bajos a través de otra historia de aventuras no muy descabellada". Además, afirmó que "se prodigó más pensamiento y cuidado en el diseño de los monstruos que en los personajes principales dibujados a mano, que tienen el mismo tipo de rasgos incompletos que las estrellas de esos dibujos animados de historias de la Biblia que se venden en los infomerciales nocturnos".
Hubo críticas adicionales por el alejamiento de la película de su origen árabe. Jack Shaheen, un crítico de la representación de los árabes en Hollywood, creía que "el estudio temía dificultades financieras y posiblemente políticas si hacían que el héroe de la película fuera árabe", y afirmaba que "si no se intentaba desafiar los estereotipos negativos sobre los árabes, las percepciones erróneas continuaban". Es lamentable que no se haya aprovechado la oportunidad para cambiarlas, especialmente en la mente de los jóvenes". En un momento dado, Shaheen pidió a Katzenberg que incluyera algunas referencias a la cultura árabe en la película. Según Shaheen, "no parecía sorprendido de que lo mencionara, lo que presumiblemente significa que se discutió en una fase temprana del desarrollo de la película".

### Taquilla
En el fin de semana de estreno, la película ganó 6,9 millones de dólares y 10 millones de dólares desde su inicio el miércoles. Alcanzó el sexto lugar en la taquilla y enfrentó una temprana competencia con Terminator 3: Rise of the Machines, Legally Blonde 2: Red, White & Blonde, Charlie's Angels: Full Throttle, Finding Nemo, y Hulk. La semana siguiente a su estreno, se estrenó la película de temática similar Pirates of the Caribbean: The Curse of the Black Pearl, en la que Sinbad recaudó 4,3 millones de dólares y terminó en séptimo lugar. La película se cerró el 9 de octubre de 2003, después de ganar 26,5 millones de dólares en Estados Unidos y Canadá y 54,3 millones de dólares en el extranjero, para un total mundial de 80,7 millones de dólares.
Después de la taquilla de la película, DreamWorks Animation sufrió una pérdida de 125 millones de dólares en otros proyectos que no fueron compensados por Sinbad, lo que llevó a Katzenberg a comentar: "Creo que la idea de que una historia tradicional sea contada usando animación tradicional es probablemente una cosa del pasado".

## Música
Toda la música está compuesta por Harry Gregson-Williams.

| N.º | Título                               | Duración |  |
| 1.  | «Let the Games Begin»                | 3:04     |  |
| 2.  | «The Book of Peace»                  | 1:41     |  |
| 3.  | «The Sea Monster»                    | 3:32     |  |
| 4.  | «Sinbad Overboard»                   | 3:27     |  |
| 5.  | «Syracuse»                           | 1:16     |  |
| 6.  | «Proteus Proposes»                   | 1:12     |  |
| 7.  | «Eris Steals the Book»               | 1:53     |  |
| 8.  | «Lighting Lanterns»                  | 1:29     |  |
| 9.  | «The Stowaway»                       | 2:35     |  |
| 10. | «Setting Sail»                       | 1:40     |  |
| 11. | «Sirens»                             | 3:22     |  |
| 12. | «Chipped Paint»                      | 2:52     |  |
| 13. | «The Giant Fish»                     | 1:05     |  |
| 14. | «Surfing»                            | 3:04     |  |
| 15. | «The Roc»                            | 2:00     |  |
| 16. | «Heroics»                            | 2:11     |  |
| 17. | «Rescue!»                            | 2:18     |  |
| 18. | «Is It the Shore or the Sea?»        | 3:28     |  |
| 19. | «Tartarus»                           | 10:12    |  |
| 20. | «Marina's Love / Proteus' Execution» | 2:02     |  |
| 21. | «Sinbad Returns and Eris Pays Up»    | 7:45     |  |
| 22. | «Into the Sunset / End Credits»      | 2:22     |  |